# Економічні інтереси
Економі́чний інтере́с — реальний, зумовлений відносинами власності та принципом економічної вигоди мотив і стимул соціальних дій щодо задоволення динамічних систем індивідуальних потреб суб'єктів господарської діяльності.

## Основні параметри
Економічні інтереси близькі до економічних потреб, і водночас не тотожні потребам, їхньому задоволенню. По-перше, економічні інтереси знаходять своє вираження у поставлених цілях та діях, спрямованих на задоволення потреб. Потреби та засоби задоволення їх відбивають причину та форму прояву економічних інтересів. По-друге, економічний інтерес завжди виражає відповідний рівень і динаміку задоволення потреб. Можна вважати, що економічні інтереси це суспільна форма прояву і розвитку економічних потреб. Інтереси безпосередньо пов'язані з психологією, зі звичаями, з культурним рівнем. Економіка не може функціонувати й розвиватись поза інтересами людей.
Суперечності інтересів мають як суб'єктивну (волюнтаризм) так і об'єктивну (відмінності в економічному положенні) причини. Інтереси приводяться в дію певним мотиваційним механізмом.
На кожному історичному етапі у системі економічних інтересів, крім основного, можна виділити головний інтерес, який:
- має специфіку та економічні проблеми певного етапу;
- є віддзеркаленням реальних особистих інтересів, суспільного інтересу в цілому;
- трансформується в певну економічну політику[1].

Спільність економічних інтересів спільноти, що займає певну територію, є основою формування економічної нації.

## Класи економічних інтересів
Економічні інтереси можна класифікувати за різними критеріями:
1. за ознакою суб'єктивності: особисті, колективні й суспільні інтереси,
2. за ступенем важливості: головні та другорядні,
3. за часовою ознакою: поточні, перспективні,
4. за об'єктом інтересів: майнові, фінансові, інтелектуальні, режиму праці та вільного часу,
5. за ступенем усвідомлення: дійсні та помилкові.